# 夢燕捲管螺
夢燕捲管螺（学名：Philbertia tincta）为捲管螺科粗切嘴螺屬下的一个种。